# Rheocles wrightae
Rheocles wrightae is een straalvinnige vissensoort uit de familie van de bedotia's (Bedotiidae). De wetenschappelijke naam van de soort is voor het eerst geldig gepubliceerd in 1990 door Stiassny.
De soort is endemisch in Madagaskar.